# Принцеса Челсі
Принцеса Челсі (англ. Princess Chelsea; справжнє ім'я Челсі Нікель — англ. Chelsea Nikkel) — сінті-поп співачка, автор-виконавець з міста Окленд, Нова Зеландія. У минулому була учасницецю інді-поп гурту The Brunettes та гурту Teenwolf з Окленда.
Працює спільно з колективом лейбла Lil 'Chief Records. Також є учасницею груп The Cosbys і Disciples of Macca. Працює композитором в Окленді.
Химерний музичний стиль співачки пов'язують з її класичним навчанням.
Газета  New Zealand Herald  дуже високо оцінила її «ангельський голос і їдку дотепність».
Найбільш відома пісня співачки, «The Cigarette Duet», також отримала схвальні відгуки в пресі.

## Дискографія
| Назва                 | Рік  | Альбом                          |
| --------------------- | ---- | ------------------------------- |
| «Your Woman»          | 2009 | Сингл без альбому               |
| «Monkey Eats Bananas» | 2009 | Lil' Golden Book                |
| «And I Love Her»      | 2010 | Сингл без альбому               |
| «Too Fast to Live»    | 2011 | Lil' Golden Book                |
| «The Cigarette Duet»  | 2011 | Lil' Golden Book                |
| «Ice Reign»           | 2011 | Lil' Golden Book                |
| «Overseas»            | 2012 | Lil' Golden Book                |
| «We're so Lost»       | 2013 | The Great Cybernetic Depression |
| «No Church on Sunday» | 2014 | No Church on Sunday             |

### Музичні відео
| Рік  | Назва                      | Виконавець                           | Дата         |
| ---- | -------------------------- | ------------------------------------ | ------------ |
| 2009 | «Monkey Eats Bananas»      | Princess Chelsea                     | 9 травня     |
| 2009 | «Machines of Loving Grace» | Princess Chelsea                     | 18 березня   |
| 2009 | «Red Rollerskates»         | The Brunettes                        | 11 листопада |
| 2010 | «And I Love Her»           | Princess Chelsea                     | 17 квітня    |
| 2011 | «Ice Reign»                | Princess Chelsea                     | 4 квітня     |
| 2011 | «The Cigarette Duet»       | Princess Chelsea & Jonathan Bree     | 7 червня     |
| 2011 | «Too Fast To Live»         | Princess Chelsea                     | 10 жовтня    |
| 2012 | «Yulia»                    | Princess Chelsea                     | 18 лютого    |
| 2012 | «Overseas»                 | Princess Chelsea (feat. James Milne) | 13 вересня   |
| 2012 | «Frack»                    | Princess Chelsea                     | 12 грудня    |
| 2013 | «Caution Repetitive»       | Princess Chelsea                     | 5 квітня     |
| 2013 | «We're So Lost»            | Princess Chelsea                     | 29 жовтня    |
| 2013 | «The Primrose Path»        | Jonathan Bree                        | 18 грудня    |
| 2014 | «No Church On Sunday»      | Princess Chelsea                     | 2 грудня     |
| 2015 | «Too Many People»          | Princess Chelsea                     | 28 травня    |

## Зовнішні джерела
- Офіційний сайт
- Принцеса Челсі у соцмережі «Твіттер»
- Принцеса Челсі у соцмережі «Facebook»
- Український кавер на пісню The Cigarette Duet від студії дубляжу UkrTrashDub [Архівовано 31 січня 2022 у Wayback Machine.]